# Antoine Arnault
Pour les articles homonymes, voir Arnault.
Antoine Arnault, né le 4 juin 1977 à Roubaix, est un homme d'affaires français.
Président de Berluti et président de Loro Piana, il est le fils de Bernard Arnault, actionnaire majoritaire du groupe de luxe LVMH.
En 2022, il devient directeur général de Christian Dior SE, la holding familiale qui contrôle notamment LVMH, tout en conservant ses précédentes fonctions au sein du groupe.
En 2024, il devient propriétaire du Paris FC, qui monte en Ligue 1 huit mois plus tard.

## Biographie

### Formation
Antoine Arnault est diplômé d'HEC Montréal et de l'INSEAD,.

### Parcours professionnel
Il fait ses débuts au département publicité de Louis Vuitton. En 2005, il est nommé administrateur de LVMH et devient directeur de la communication de Louis Vuitton en 2007.
Il est l'initiateur de la campagne « Core Values » (2012) qui met en scène des personnalités politiques (Mikhaïl Gorbatchev), artistiques (Francis Ford Coppola, Sean Connery, Keith Richards) ou sportives (Mohamed Ali, Zinédine Zidane).
Il est nommé, durant l'année 2008, au comité d'indépendance éditoriale du journal quotidien Les Échos, dont il n'est aujourd'hui plus membre.
Il est à l'origine des « Journées particulières » du groupe LVMH, lancées en 2011 pour faire découvrir les lieux et métiers du groupe.
De 2011 à janvier 2024, il est le directeur général de Berluti et a pour mission de développer cette marque du groupe LVMH, notamment par l'ouverture de plusieurs boutiques. Il recrute le designer Alessandro Sartori (en) dans le but de diversifier la marque,. Il investit 100 millions d’euros dans le développement de son entreprise. En novembre 2023, il annonce quitter la direction générale de Berluti tout en conservant la présidence du conseil de surveillance à partir de janvier 2024.
Depuis le 5 décembre 2013, il est le président de Loro Piana, leader mondial du cachemire haut de gamme, à la suite de l’acquisition de la marque par le groupe LVMH,.
En 2015, selon Mediapart, Antoine Arnault aurait en plus de sa rémunération 750 000 euros par an en tant que directeur de Berluti, une rémunération de 560 000 euros brut depuis deux ans en tant que consultant pour LVMH,.
En septembre 2017, Antoine Arnault soutient la charte de LVMH sur les relations de travail et le bien-être des mannequins, qui interdit par exemple le recours à des mannequins trop maigres et âgés de moins de 16 ans,.
En mars 2018, il devient membre de la task force public/privée destinée à favoriser l'égalité professionnelle mise en place par Marlène Schiappa, secrétaire d'État chargée de l'Égalité entre les femmes et les hommes.
Le 1er juin 2018, il est nommé responsable de la communication et de l'image du groupe LVMH.
Il est à l'origine d'une initiative commune avec le Secours populaire français, « Une journée pour soi », destinée à des femmes en situation de précarité.
En 2019, il participe à l'élaboration du partenariat signé entre LVMH et Stella McCartney le 15 juillet. Cette dernière devient conseillère spéciale du président de LVMH en matière de développement durable.
En avril 2020, LVMH annonce qu'Antoine Arnault renonce à ses rémunérations des mois d'avril et de mai de l'année « ainsi qu'à toute rémunération variable au titre de l'année 2020 » du fait des conséquences sur l'activité du groupe de la pandémie de Covid-19.
En septembre 2021, il est nommé administrateur de la Fondation GoodPlanet créée par Yann Arthus-Bertrand.
En novembre 2022, il est à l'origine de la photographie la plus likée d'Instagram, une photographie d'Annie Leibovitz réunissant par montage informatique les joueurs de football Messi et Ronaldo jouant aux échecs sur une mallette Louis Vuitton. Vers la même période, il investit personnellement dans la marque de cosmétiques Augustinus Bader.
En juillet 2023, le COJOP annonce que LVMH devient sponsor « premium » des Jeux olympiques et paralympiques de Paris. Antoine Arnault, directeur de l'image et de l'environnement du groupe, est présenté comme l'architecte de ce partenariat. Selon Le Figaro, cet investissement fait de LVMH l’un des plus grands contributeurs des Jeux de 2024. Plusieurs médias, en France et à l'international, ont présenté le groupe comme le « grand vainqueur des Jeux olympiques en termes d'image », ce qui a aussi suscité des critiques sur la place trop importante prise par LVMH durant ces jeux,.
En novembre 2024, il pilote le rachat du Paris FC, un club de football de seconde division française par la holding familiale de la famille Arnault, Agache. Agache détient 52 % des parts du club parisien après le rachat qui est un « projet de famille » selon Antoine Arnault. Le club monte en Ligue 1 en mai 2025.

### Autres mandats
- Administrateur du groupe LVMH.
- Membre du conseil d'administration du Comité Colbert au titre de Berluti depuis 2012[34].
- Membre du conseil d’administration de Madrigall depuis novembre 2013[35].
- Membre du conseil de surveillance du groupe Lagardère[36].
- Membre du comité d'audit de la performance du groupe LVMH depuis 2016[37].

## Décoration
Antoine Arnault est nommé, le 29 janvier 2025, au grade de chevalier de l'ordre national de la Légion d'honneur au titre de « directeur général d'une holding du secteur du luxe, responsable de la communication et de l'image d'une entreprise de haute-couture ; 24 ans de services ».

## Famille
Antoine Arnault est le fils de Bernard Arnault, propriétaire de LVMH, et de sa première épouse Anne Dewavrin. Il est le frère de Delphine Arnault et demi-frère (par le second mariage de son père avec la pianiste canadienne Hélène Mercier-Arnault) d'Alexandre, Frédéric et Jean.
Depuis 2011, il vit en couple avec la mannequin russe Natalia Vodianova, qu'il épouse en 2020 ; ils sont parents de deux fils (nés en mai 2014 et en juin 2016).

## Divers
Amateur d’art, il lance, en février 2010, l’exposition « Hi Panda by Ji Ji » au palais de Tokyo.
Antoine Arnault est un joueur de poker reconnu. Il a participé à de nombreux tournois autour du monde, avec des résultats significatifs (2e place au £3 000 No Limit Hold'em en Angleterre, 5e place aux WSOPE, au £5 000 Pot Limit Omaha et une finale WSOP perdue contre Scotty Nguyen). La moitié de ses gains est reversée à l’association Rêves.
Il pratique le tennis et le golf.
Il est amateur de football et se rend régulièrement au Parc des Princes assister aux rencontres du PSG.